# Luigi Massignan
Luigi Massignan (Montecchio Maggiore, 2 ottobre 1919 – Padova, 30 ottobre 2020) è stato uno psichiatra e partigiano italiano sopravvissuto al campo di concentramento di Mauthausen.

## Biografia
Luigi Massignan (detto Gino) nacque a Montecchio Maggiore (Vicenza) nel 1919.
Attivo nelle associazioni cattoliche giovanili, dopo la maturità al Liceo Pigafetta di Vicenza, si iscrisse alla facoltà di medicina presso l’Università di Padova.
In seguito all'armistizio dell'8 settembre 1943 interruppe gli studi per partecipare alla resistenza, entrando nelle file partigiane con il nome di battaglia “Renzo” e diventando vicecomandante del battaglione partigiano autonomo "Valdagno" (il cui comandante era Gino Soldà).
Arrestato nell’autunno del 1944, mentre era in visita alla madre, dalle carceri di Vicenza venne trasferito a Bolzano, poi nel Campo di concentramento di Mauthausen dal quale fu liberato il 5 maggio 1945. Del gruppo di settanta vicentini deportati (che comprendeva anche l’amico Torquato Fraccon) era uno dei due sopravvissuti .
Rientrato in Italia dopo la guerra, completò gli studi e si laureò in medicina nel 1945, specializzandosi in neurologia nel 1948 e conseguendo la docenza in Clinica psichiatrica nel 1954.
Nel 1947 sposò Caterina Dal Pra, dalla quale ebbe 4 figli.
Dal 1950 al 1959 fu primario nell’ospedale psichiatrico di Padova, dal 1959 al 1971 fu direttore dell’ospedale psichiatrico di Udine, e infine di quello di Padova dal 1971 al 1989. 
Prima a Udine e poi a Padova, già a partire dalla fine degli anni 60 anticipò le innovazioni della legge 180/78 (cd. “Legge Basaglia”), aprendo l’ospedale psichiatrico all’esterno e introducendo servizi psichiatrici territoriali presso gli ospedali civili della Provincia. 
Dal 1971 fu anche consulente per la psichiatria e le tossicodipendenze della Regione del Veneto, responsabile del Centro per la tossicodipendenza e direttore della rivista «Psichiatria generale e dell’età evolutiva» .
Dopo l’approvazione della legge 180/78 fu delegato dalla Regione Veneto alla Sovraintendenza per l’attuazione e realizzazione della riforma, contribuendo al suo successo.
Fu insignito del titolo di “Cittadino benemerito” della città di Padova nel 1999, di “Padovano eccellente” nel 2004  e di Commendatore della Repubblica Italiana nel 2006 .

### Impegno sociale
Nel volontariato fu responsabile della sezione padovana di UILDM  (Unione Italiana per la Lotta alla Distrofia Muscolare) e presidente dell’associazione di volontariato “Pro Senectute” di Padova 
Si dedicò per molti anni alla testimonianza dell'orrore dei campi di sterminio, incontrando gli studenti nelle scuole .
Fu autore del libro "Ricordi di Mauthausen" (Cleup, 1999), una raccolta di ricordi e testimonianze della prigionia nel lager nazista.
Ad un anno dalla morte dell'autore, nel settembre 2021, il libro è stato riedito con la prefazione di Antonia Arslan e con aggiunta di materiale fotografico e bibliografico (Cierre Edizioni, in coedizione con Istrevi – Istituto Storico della Resistenza e dell’Età Contemporanea della Provincia di Vicenza “Ettore Gallo” ). Per volontà della famiglia, i diritti della pubblicazione sono devoluti alla Fondazione Federico Milcovich onlus, che opera a favore di persone con malattie neuromuscolari in collaborazione con la UILDM di Padova.

## Opere
- Luigi Massignan, Ricordi di Mauthausen, prefazione di Antonia Arslan, Padova, Cleup, 1999; Verona, Cierre Edizioni, 2021. ISBN 8855201212